# Bîc
Bîc (také Bâc) je řeka v Moldavsku, pravý přítok Dněstru. Je 155 km dlouhá. Povodí má rozlohu 2150 km².

## Průběh toku
Na horním toku protéká vysočinou Codri zařezaná v hlubokém kaňonu.

## Vodní režim
V některých letech vysychá na období několika dní až 2 nebo dokonce 4 měsíců. V tom případě se proměňuje na řetěz jezer. Průměrný roční průtok vody v Kišiněvě činí 1 m³/s, maximální až 220 m³/s.

## Využití
Údolím řeky prochází železnice Bender/Tighina – Ungheni.